# Компсоцеріні
Компсоцері́ні (лат. Compsocerini Thomson, 1864 = Rosalini (Fairmaire, 1864) — триба жуків у підродині Церамбіціни (родина Вусачі), яка налічує близько 30-и родів, які розповсюджені у Євразії, Північній та Піденній Америках. Найбільшого різноманіття триба досягає у Південній Америці. Триби Компсоцеріні та Розаліні раніше розглядали окремо, проте схожість біології, морфології імаго та личинок, екології дозволили об'єднати їх у одну трибу, хоча й представники "колишніх" Компсоцеріні розповсюджені у Південній Америці, а "колишніх" Розаліні у Євразії — особливо у Південно-Східній Азії, — значно менше у Північній Америці.

## Найбільші роди
- Aglaoschema Napp, 1994
- Compsocerus Lepeletier & Audinet-Serville in Lacordaire, 1830
- Ethemon Thomson, 1864
- Paromoeocerus Gounelle, 1910
- Rosalia Audinet-Serville, 1833